# Liste d'associations d'espéranto spécialisées
Les associations spécialisées d'esperanto (Fakaj Esperanto-asocioj) sont créées pour les personnes impliquées dans une vision du monde, une profession ou un passe temps.

## Liste des associations par thème
De nombreuses associations répertoriées ci-dessous ne sont plus opérationnelles en 2020. Cependant, il existe également des groupes d'espérantistes historiques. Certaines de ces associations sont liées à l'Association universelle d'espéranto et figurent dans l'Annuaire de l'AUE. Le tableau suivant liste les associations spécialisées, avec, si possible, leur date d'adhésion à l'AUE.  

### Politique, mode de vie
| Domaine                                    | Association | Date d'adhésionn à l'AUE |
| ------------------------------------------ | --- | ------------------------ |
| Ethnisme                                   | Internacia Komitato por Etnaj Liberecoj, IKEL (Comité international des libertés ethniques), 1978                                     | Adhésion                 |
| Amoureux des chats                         | Rondo "kato"-Esperantista Kat-amikaro, RK (Cercle "Chat" - Amis des chats espérantistes)1986                                          | 2006                     |
| Communisme                                 | Internacia Komunista Esperantista Kolektivo, IKEK (Collectif international communiste espérantiste)                                   | 1998                     |
| Communautés                                | Hejmoj de Internacia Kulturo,HIK (Maisons de la culture internationale) , 1993                                                        |                          |
| Culture                                    | Organiza Societo de Internaciaj Esperanto-Konferencoj, OSIEK (Société organisatrice de conférences internationales d'espéranto), 1988 | 1995                     |
| Mouvement des travailleurs espérantophones | Sennacieca Asocio Tutmonda, SAT (Association mondiale anationale), 1921                                                               |                          |
| Mouvement des travailleurs espérantophones | Laborista Esperanto Asocio, (Association de travailleurs espérantophones), 1928                                                       |                          |
| Citoyens du monde                          | Esperantista Internacia Centro de Mondcivitanoj,EICM (Centre international d'espéranto pour les citoyens du monde ), 1949             |                          |
| Naturisme                                  | Internacia Naturista Organizo Esperantista,INOE (Organisation internationale naturiste espérantiste), 1961                            | 1978                     |
| Nature                                     | Internacia Federacio de Naturamikoj (Fédération internationale des amis de la nature )                                                |                          |
| Non fumeurs                                | Tutmonda Asocio de Esperantistaj Nefumantoj, TADEN (Association mondiale des non-fumeurs espérantophones), 1995                       |                          |
| Pacifisme                                  | Mondpaca Esperantista Movado,MEM, (Mouvement espérantiste pour la paix dans le monde), 1953                                           | 1983                     |
| Rotary                                     | Rotaria Amikaro de Esperantistoj, RADE (Amicale des rotariens espérantistes)                                                          |                          |
| Guérison par les forces spirituelles       | Bruno Gröning circle of friends-section espéranto,1992                                                                                | 1996                     |
| Solidarité                                 | Monda Solidareco kontraŭ la Malsato, HSH (Solidarité mondiale contre la faim)                                                         |                          |
| Mondialisation (universalisme)             | UNU MONDO (Un monde), 2009 |                          |
| Végétarisme                                | Tutmonda Esperantista Vegetarana Asocio,TEVA (Association végétarienne espérantiste mondiale), 1908                                   | 1980                     |
| Mode de vie                                | Movado sen Nomo MsN, (Mouvement sans nom)                                                                                             | 1989                     |

### Religion
| Domaine                | Association | Date d'adhésion à l'AUE |
| ---------------------- | --- | ----------------------- |
| Athéisme               | Ateista Tutmonda Esperanto-Organizo, ATEO, (Organisation athée mondiale d'esperanto)                                                                        | 1990                    |
| Baha'isme              | Ateista Tutmonda Esperanto-Organizo, BEL, (Ligue baha'i d'esperanto)                                                                                        | 1975                    |
| Bouddhisme             | Budhana Ligo Esperantista,BLE (Ligue bouddhiste espérantiste)                                                                                               |                         |
| Œcuménisme             | Tutmonda Ekumena Ligo, TEL (Ligue mondiale œcuméniste) |                         |
| Évangélisation         | Kristana Esperantista Ligo Internacia,KELI (Ligue chrétienne espérantiste internationale)                                                                   | adhésion                |
| Mouvement des Focolari | Esperanto-grupo en la Fokolar-Movado (Groupe d'esperanto dans le mouvement des Focolari)                                                                    |                         |
| Hilélisme              | Hilelista Esperanto-Komunumo, HEK (communauté hileliste d'espéranto )                                                                                       |                         |
| Islam                  | Islama Esperanto-Asocio, (Association musulmane d'espéranto)                                                                                                |                         |
| Catholicisme           | Internacia Katolika Unuiĝo Esperantista IKUE (Union internationale des espérantistes catholiques )                                                          | 1951                    |
| Quakerisme             | Kvakera Esperanto-Societo, KES (société quakeriste d'espéranto)                                                                                             | 1971                    |
| Mormons                | Por-Esperanta Mormonaro, PEM (Groupe mormons pro-espéranto)                                                                                                 |                         |
| Omoto                  | Esperanto-Populariga Asocio, EPA (Association vulgarisatrice de l'Espéranto)                                                                                | 1985                    |
| Orthodoxie             | Kristana Ortodoksa Rondo Esperantista (Cercle chrétien orthodoxe espérantiste)                                                                              |                         |
| Théologie              | Asocio de Studado Internacia pri Spiritaj kaj Teologiaj Instruoj, ASISTI (Association internationale d'études pour l'enseignement spirituel et théologique) | 1991                    |
| Spiritisme             | Spiritisma Eldona Asocio F. V. Lorenz (Association d'édition spiritiste F. V. Lorenz) Monda Spiritisma Asocio (Association mondiale spiritiste)             | 1996 (SEAFVL)           |
| Bouddhisme Won         | Esperantista Asocio de Ŭonbulismo,EAŬ (Association espérantiste de Bouddhisme Won)                                                                          |                         |

### Travail
| Domaine                         | Association | Date d'adhésion à l'UEA |
| ------------------------------- | --- | ----------------------- |
| Agriculture                     | Internacia Agrikultura Esperanto-Asocio (Association agricole internationale d'esperanto), 1998                                                                   |                         |
| Course automobile               | Internacia Esperanto-Klubo Aŭtomobilista (IEKA), (Club d'Esperanto international automobiliste.) Il échoue probablement en 1995.                                  |                         |
| Travailleurs des chemins de fer | Internacia Fervojista Esperanto-Federacio, IFEF(Fédération internationale des cheminots espérantophones), 1909                                                    | 1953                    |
| Pédagogie Freinet               | Internacia Celado por Edukado Moderna per Esperanto (ICEM Esperanto) (Lutte internationale pour l'éducation moderne à travers l'Espéranto)                        |                         |
| Enseignement                    | Ligo de Esperantistaj Instruistoj, ILEI(Ligue internationale des enseignants d'espéranto)                                                                         | 1990                    |
| Droit                           | Esperanta Jura Asocio (Association espérantiste de Droit ), 1989                                                                                                  | 1992                    |
| Journalisme                     | Tutmonda Esperantista Ĵurnalista Asocio, TEĴA (Association espérantiste mondiale des journalistes), 1948                                                          | 1948                    |
| Construction                    | Tutmonda Asocio de Konstruistoj Esperantistaj, TAKE (Association mondiale des constructeurs espérantistes), 1993                                                  |                         |
| P.T.T.                          | Internacia Poŝtista kaj Telekomunikista Esperanto-Asocio, IPTEA (Association d'Espéranto internationale des postiers et des travailleurs des télécommunications), |                         |
| Syndicats                       | Sindikata Agado (Action syndicale) |                         |
| Écrivains                       | Esperantlingva Verkista Asocio,EVA (Association des écrivains de langue espéranto)                                                                                |                         |

### Sciences
| Domaine              | Association | Date d'adhésion à l'UEA |
| -------------------- | --- | ----------------------- |
| Économie alternative | SIKA-espéranto |                         |
| Astronomie           | Astronomia Esperanto-Klubo, AEK (Club espérantophone d'astronomie) |                         |
| Biologie             | Biologia kaj Ornitologia Rondo Esperantlingva (BORE), (Cercle espérantophone biologique er ornithologique ) |                         |
| Écologie             | Asocio de Verduloj Esperantistaj, AVE (Association des Verts espérantistes),1984 | 1994                    |
| Économie             | Internacia Komerca kaj Ekonomia Federacio, IKEF (Fédération internationale commerciale et économique),1985 | 1994                    |
| Philosophie          | Filozofia Asocio Tutmonda, FAT (Association philosophique mondiale) | 1983                    |
| Informatique         | Asocio de Junaj Informadikistoj, AJI (Association de Jeunes Informaticiens), 2017 |                         |
| Mathématiques        | Internacia Asocio de Esperantistaj Matematikistoj ,IAdEM (Association internacionale des mathématiciens espérantophones), 1974                                                                                               |                         |
| Médecine             | - Universala Medicina Esperanto-Asocio, UMEA (Association d'espéranto médicale universelle), 1908 - Internacia Naturkuraca Asocio, INA (Association internationale de médecine naturelle),1986 - Société mondiale de yumeiho | adhésion                |
| Sciences             | Internacia Scienca Asocio Esperantista,ISAE (Association espérantiste internationale scientifique),1906 | adhésion                |

## Partenariat avec l'Association Mondiale d’espéranto et TEJO

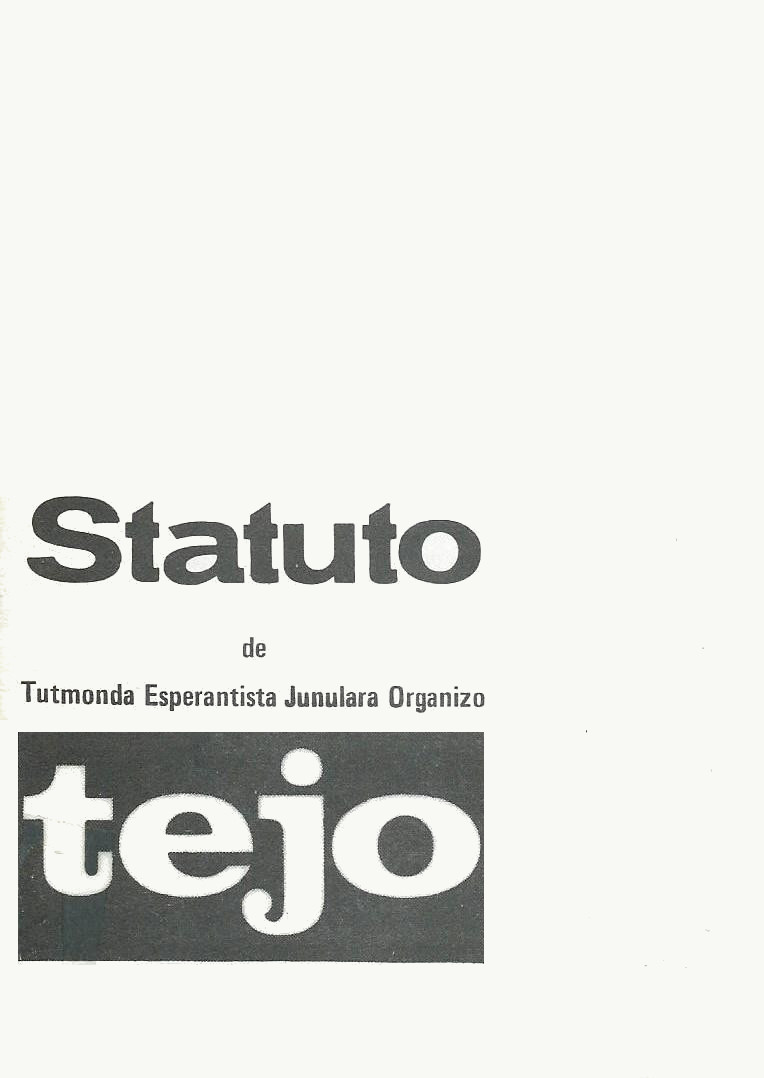
Statut de TEJO, 1978. Tutmonda Esperantista Junulara Organizo (Organisation mondiale des jeunes espérantophones)

Six des membres énumérés ci-dessus ont rejoint l'Association universelle d'espéranto :  ISAE - sciences, IFEF - fédération internationale des cheminots espérantophones, UMEA - médecine, IKEF - commerce et économie, ILEI - enseignement, LIBE - personnes aveugles).  Trente-quatre associations spécialisées ont un contrat de coopération avec l'AUE  . Deux associations travaillent en tant que sections spécialisées de l'Organisation mondiale de la jeunesse espéranto ( BEMI - cyclisme, EUROKKA - musique)  . D'autres n'ont aucun lien formel avec l'AUE, mais apparaissent dans l'Annuaire de l'AUE.